# Bernd Kohlhepp
Bernd Kohlhepp (* 1962 in Zofingen) ist ein deutscher Schauspieler, Autor, Mundartdichter und Kabarettist.

## Werdegang
Als Sohn einer Niederländerin und eines Badeners zog Kohlhepp 1964 nach Tübingen. Dort kam er als Kind in der Tübinger Weststadt mit dem schwäbischen Dialekt der Gôgen in Berührung. Nach dem Abitur studierte er Empirische Kulturwissenschaft an der örtlichen Eberhard-Karls-Universität. Das Studium gab er zu Gunsten des Bühnendaseins auf. Mit Klaus Birk gründete er in den frühen 1980er Jahren die Kabarettgruppe „'Vis a Vis“, die Pantomime und Mundart miteinander verband und 1984 eine erste Sendung im ZDF (aus dem Mainzer Unterhaus) bekam. Mit "Vis a Vis' trat Kohlhepp in mehreren hundert Gastspielen in ganz Deutschland, in der Schweiz, der damaligen DDR in der UdSSR, in Tadschikistan sowie in Usbekistan auf.
Kohlhepp ist seit 1999 Akteur im Tübinger Harlekin-Improtheater. Mit Eckhard Grauer gründete er in dieser Zeit auch das Duo „Hämmerle und Leibssle“, das seit 2000 in etlichen eigenen Sendungen des SWR Fernsehens zu sehen war. 2009 nahm er mit dem Produzenten Mike Chapman eine Platte mit Rock 'n Roll Songs in Nashville, Tennessee auf. Seit 2010 hat er mit der SWR Bigband ein gemeinsames Abendprogramm „Hämmerle goes Bigband“, zuletzt auch mit der Stuttgarter Jazzsängerin Fola Dada.
Bernd Kohlhepp arbeitet als Sprecher und Autor für die Sendung mit der Maus. Er brachte mit Jürgen Treyz etwa 20 Tonträger für Kinder heraus. Zweimal erhielten die beiden den Preis der deutschen Schallplattenkritik (Vierteljahresliste). Von 2006 bis 2009 wurde er für seine Kindergedichte im pfälzischen Deidesheim zum „Turmschreiber“ ernannt. Eines seiner Kinderbücher, Drachen erziehen ist leicht (Illustrator Jens Rassmus), wurde ins Chinesische und Russische übersetzt.
Seit 2000 schrieb er auch vier Bühnenprogramme zusammen mit Uli Boettcher – u. a. „Winnetou IV“ und zuletzt 2014 „Der unsichtbare Hund kehrt zurück“ – ein kontroverses Comedyprogramm über Demenz.
Vor allem jedoch ist Kohlhepp für seine Gestalt des Herrn Hämmerle („aus Bempflingen“) bekannt. Mit ihm bestückte er seit 1997 sechs verschiedene Solo-Kabarettprogramme. Seine auf einer Mischung aus schwäbischem Dialekt und Hochdeutsch gehaltenen Bühnenprogramme spielen meist mit den typischen Charaktereigenschaften der Bewohner Südwestdeutschlands in Kombination mit den Herausforderungen einer modernen Welt. Kohlhepp verfasste zudem eine Heimatkunde dieser Region für den Verlag Hofmann und Campe.
Mit seinen unterschiedlichen Programmen tritt er in ganz Baden-Württemberg auf, zuweilen auch im angrenzenden Bayerisch-Schwaben sowie in Vorarlberg.
Sein preisgekröntes Bühnenstück „Die Räuber oder so“, eine Adaption des Schiller’schen Bühnenstoffes in Kombination mit einer kabarettesken Rahmenhandlung, ist vorwiegend in der Schweiz zu sehen.
Heute lebt Bernd Kohlhepp mit seiner Familie in Tübingen.

## Filmografie
- 1990: Pfarrerin Lenau (Folge 3: Jeden Tag eine gute Tat)
- 2004: Hämmerle und Leibssle trainieren für Olympia
- 2008: Hämmerle und Leibssle am Bodensee
- 2014: Tatort – Todesspiel

## Hörbücher
- 1993 Tatatuck – Die Reise zum Kristallberg von Jakob Streit, Sauerländer audio, ISBN 978-3-7941-8540-5
- 1994 Kleiner König Kalle Wirsch von Tilde Michels, Sauerländer audio, ISBN 978-3-7941-8561-0
- 1995 Der Löwe ist los von Max Kruse, Sauerländer audio, ISBN 978-3-491-24005-6
- 1995 Löwe in Seenot von Max Kruse, Sauerländer audio, ISBN 978-3-491-24006-3
- 1997 Löwe in Sultanien von Max Kruse, Sauerländer audio, ISBN 978-3-8398-4645-2
- 1999 Die Seeräuberinsel von Bernd Kohlhepp und Jürgen Treyz, Sauerländer audio, ISBN 978-3-411-80874-8
- 2000 Die Schneekönigin von Hans Christian Andersen, Sauerländer audio, ISBN 978-3-411-80875-5
- 2002 Trag immer 'ne saubere Unterhose von Marc Gellmann, Patmos audio, ISBN 978-3-491-91116-1
- 2003 Die Rache des Hans-Heinerich von Werner Holzwarth, Sauerländer audio, ISBN 978-3-7941-8578-8
- 2004 Piraten ahoi!, Sauerländer audio, ISBN 978-3-7941-8523-8
- 2005 Ritterburg und Zauberschwert, Sauerländer audio, ISBN 978-3-491-88805-0
- 2007 Sindbads achte Reise von Bernd Kohlhepp und Jürgen Treyz, Sauerländer audio, ISBN 978-3-491-24153-4
- 2011 Der Löwe ist los von Max Kruse (Neuausgabe, inklusive Löwe in Seenot und Löwe in Sultanien), Sauerländer audio, ISBN 978-3-411-80861-8
- 2011 Mein Esel Benjamin von Hans Limmer, Sauerländer audio, ISBN 978-3-7941-8559-7
- 2012 Der Ritter ohne Socken von Christian Oster, Sauerländer audio, ISBN 978-3-411-81010-9
- 2012 Lieselottes neue Abenteuer von Alexander Steffensmeier, Sauerländer audio, ISBN 978-3-8398-4654-4
- 2014 Hoch die Schwerter – Lieder, Geschichten und Gedichte für kleine Ritter, Sauerländer audio, ISBN 978-3-8398-4673-5
- 2014 Die Schneekönigin von Hans Christian Andersen, Neuausgabe, Sauerländer audio, ISBN 978-3-8398-4665-0
- 2015 Der Lieselotte Geschichtenschatz von Alexander Steffensmeier, Sauerländer audio, ISBN 978-3-8398-4712-1
- 2016 Ein Geburtstagsfest für Lieselotte von Alexander Steffensmeier, Sauerländer audio, ISBN 978-3-8398-4716-9
- 2017 Lieselotte und der verschwundene Apfelkuchen von Alexander Steffensmeier, Sauerländer audio, ISBN 978-3-8398-4891-3
- 2018 Kleiner König Kalle Wirsch von Tilde Michels, Neuausgabe, Sauerländer audio, ISBN 978-3-8398-4894-4
- 2019 Tatatuck von Jakob Streit, Neuausgabe, Sauerländer audio, ISBN 978-3-8398-4924-8
- 2019 Ein Platz nur für Lieselotte von Alexander Steffensmeier, Sauerländer audio, ISBN 978-3-8398-4962-0
- 2024 Lieselotte macht nicht mit von Alexander Steffensmeier, Sauerländer audio, ISBN 978-3-8398-4431-1

## Auszeichnungen
- Kleinkunstpreis Baden-Württemberg 2015
- Paulaner Solo+
- Traugott-Armbrüstle-Gesellschaft
- Pocket Theatre Award 2011
- Lindauer Kabarettpreis